# Maximilien Luce
Maximilien Luce (n. 13 martie 1858, Paris, Franța – d. 6 februarie 1941, Paris, Franța sub ocupație nazistă) a fost un artist neoimpresionist francez, cunoscut pentru picturile, ilustrațiile, gravurile și arta grafică, precum și pentru activismul său anarhist. A început ca gravor, s-a concentrat apoi pe pictură, mai întâi ca impresionist, apoi ca pointilist, iar în cele din urmă a revenit la impresionism.

## Viața timpurie și educația

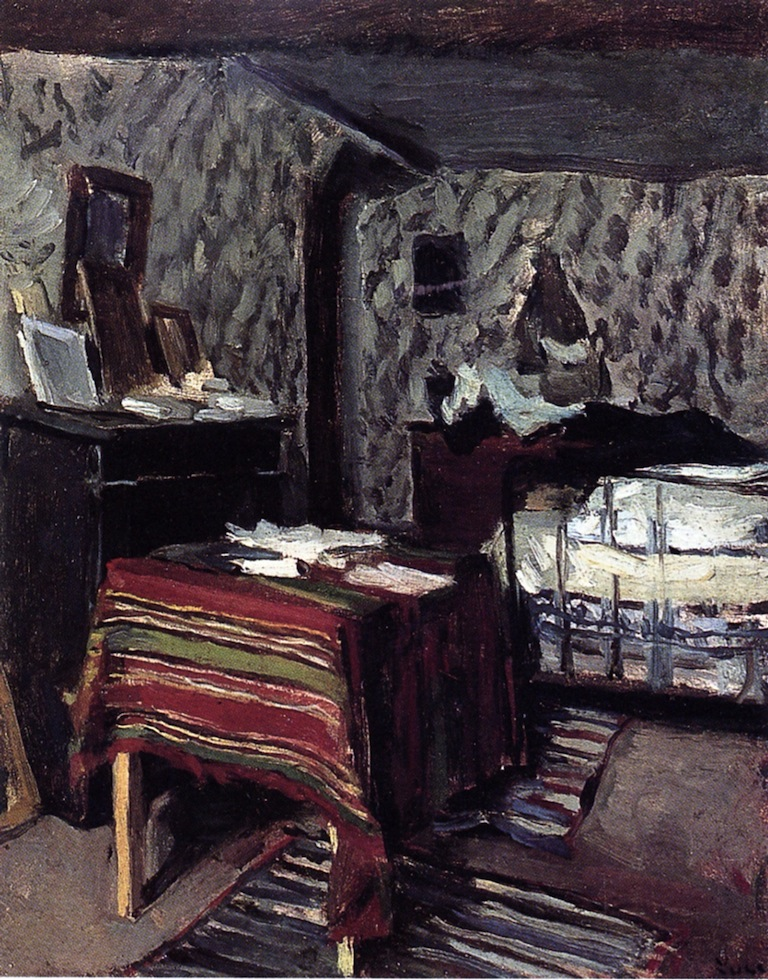
Camera artistului, strada Lavin, 1878

Maximilien-Jules-Constant Luce s-a născut la 13 martie 1858 la Paris. Părinții săi, oameni cu mijloace modeste, au fost Charles-Désiré Luce (1823–1888), funcționar la calea ferată, și Louise-Joséphine Dunas (1822–1878). Familia locuia în Montparnasse, un cartier muncitoresc din Paris. Luce a urmat școala la l'Ecole communale, începând cu 1864.
În 1872, Luce, în vârstă de paisprezece ani, a devenit ucenic al gravorului pe lemn Henri-Théophile Hildebrand (1824–1897). În timpul uceniciei sale de trei ani în xilografie, a urmat și cursuri serale de desen sub îndrumarea instructorilor Truffet și Jules-Ernest Paris (1827–1895). În această perioadă, Luce a început să picteze în ulei. S-a mutat împreună cu familia în suburbia Montrouge, din sudul Parisului. Educația sa artistică a continuat pe măsură ce a urmat cursurile de desen predate de Diogène Maillard (1840–1926) la fabrica de tapiserii Gobelins.
Luce a început să lucreze în atelierul lui Eugène Froment (1844–1900) în 1876, producând tipărituri în lemn pentru diverse publicații, inclusiv L'Illustration și The Graphic din Londra. A urmat cursuri suplimentare de artă, la Académie Suisse și, de asemenea, în atelierul portretistului Carolus-Duran (1837–1917). Prin studioul lui Froment, Luce s-a împrietenit cu Léo Gausson și Émile-Gustave Cavallo-Péduzzi. Acești trei artiști au petrecut timp împrejurul Lagny-sur-Marne creând peisaje impresioniste.

## Opera

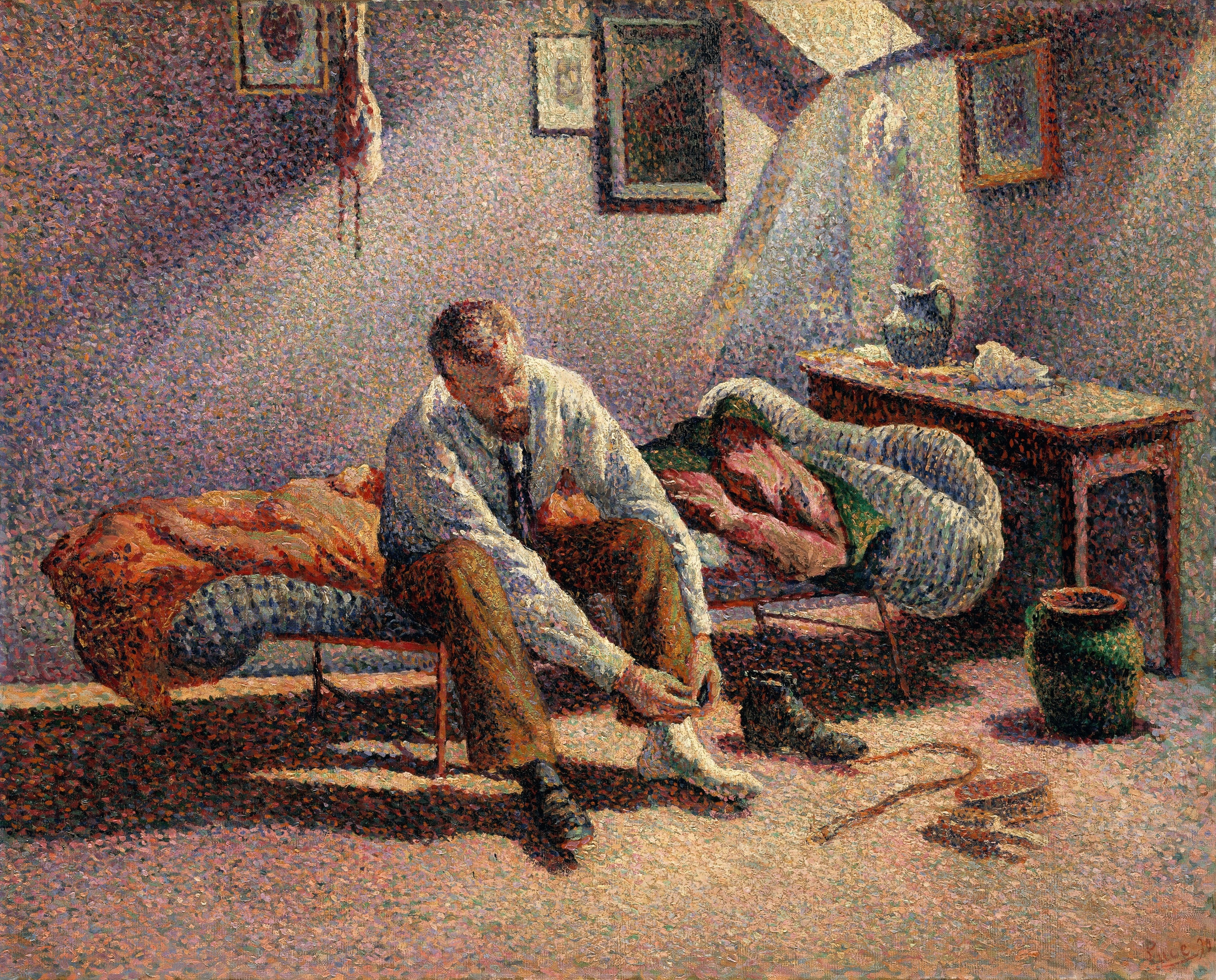
Dimineață, interior. Pictura îl reprezintă pe prietenul neoimpresionist Gustave Perrot.

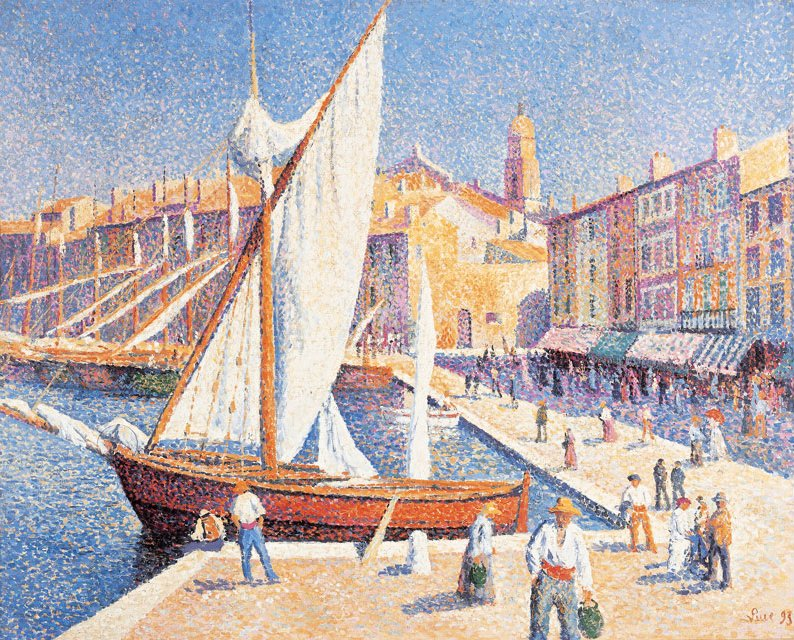
Portul Saint-Tropez, 1893

Luce a petrecut patru ani în armată, începând din 1879, servind în Bretania la Guingamp. În anul următor, a fost promovat la gradul de caporal și s-a împrietenit cu Alexandre Millerand, care, în 1920, a devenit președinte al Franței. În 1881 a cerut restabilirea gradului său inferior de soldat, clasa a II-a. Carolus-Duran și-a folosit influența pentru a obține un transfer pentru Luce la cazarma din Paris. Perioada sa în armată sa încheiat în 1883.
Prevalența noului proces de imprimare prin zincografie a făcut ca xilografia să devină aproape depășită ca profesie. Când oportunitățile de angajare ca gravor au devenit rare, Luce și-a mutat atenția către pictură cu normă întreagă în jurul anului 1883.
Gausson și Cavallo-Péduzzi l-au introdus pe Luce în jurul anului 1884 în tehnica divizionistă dezvoltată de Georges Seurat. Acest lucru l-a influențat pe Luce să înceapă să picteze în stilul pointilist. Spre deosebire de maniera detașată a lui Seurat, picturile lui Luce erau portrete pasionate ale subiectelor contemporane, înfățișând „efectele violente ale luminii”. S-a mutat la Montmartre în 1887. Luce s-a alăturat Société des Artistes Indépendants și a participat la a treia expoziție de primăvară, unde Paul Signac a cumpărat una dintre piesele sale, La Toilette. Camille Pissarro și criticul Félix Fénéon au fost, de asemenea, impresionați de cele șapte lucrări expuse de Luce. Fénéon l-a caracterizat pe Luce drept „un om aspru, cinstit, cu un talent aspru și musculos”. Pe lângă Pissarro și Signac, i-a întâlnit pe mulți dintre ceilalți neoimpresioniști, inclusiv pe Seurat, Henri-Edmond Cross, Charles Angrand, Armand Guillaumin, Hippolyte Petitjean, Albert Dubois-Pillet și pe fiul lui Pissarro, Lucien. Un critic al The New York Times a declarat că această perioadă pointilistă este punctul culminant al carierei artistice a lui Luce, evidențiind pictura radiantă din 1895 Pe malul Senei la Poissy ca exemplu. El a descris pictura executată cu pricepere drept „o sărbătoare lirică a naturii”.

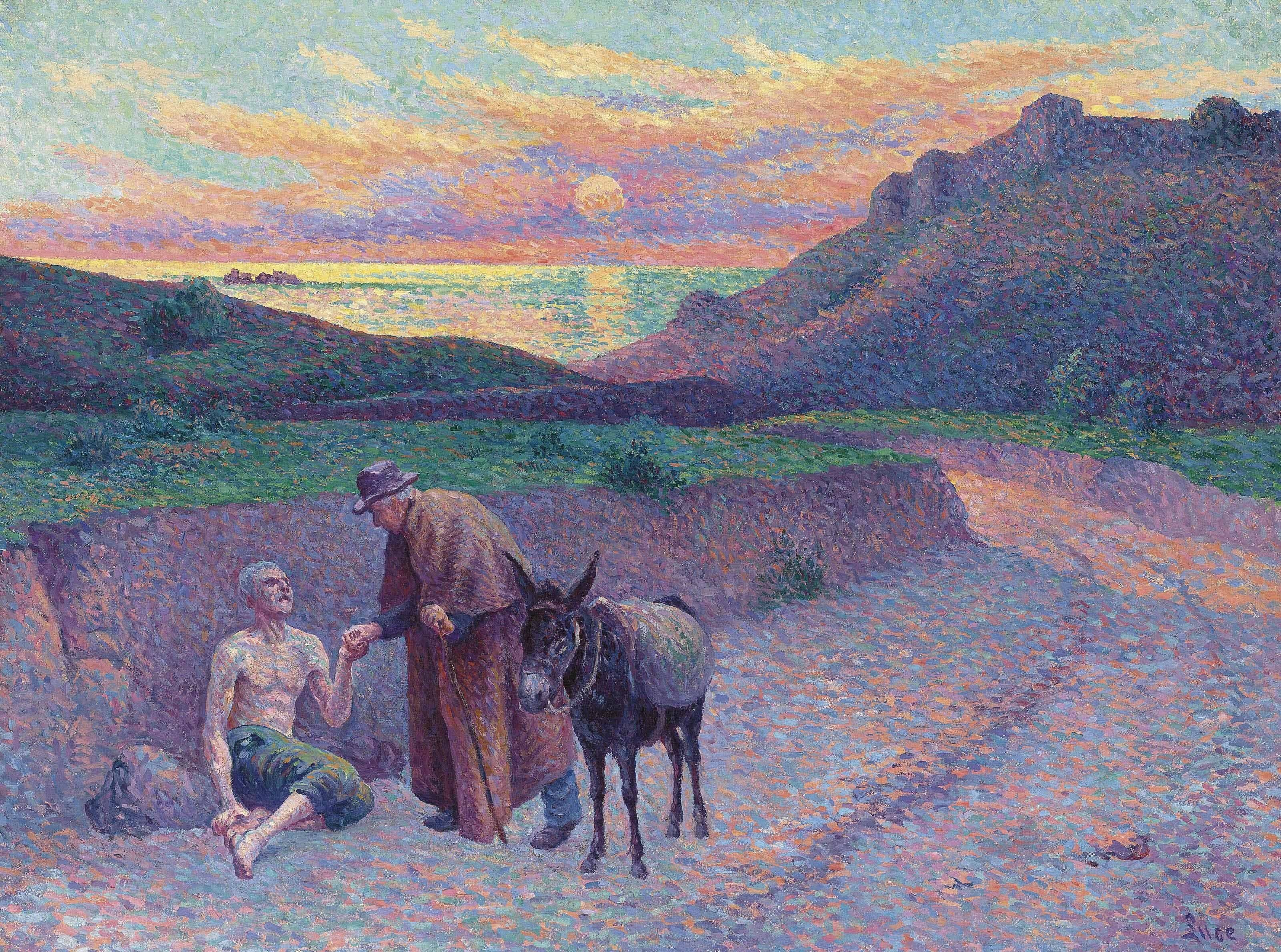
Bunul samaritean, 1896

Cu excepția anilor 1915 până în 1919, Luce a expus în fiecare expoziție la Les Indépendants din 1887 până când a murit în 1941, inclusiv o retrospectivă de treizeci de ani organizată în 1926. În 1909, a fost ales vicepreședinte al Société des Artistes Indépendants și a fost ales președinte în 1935, după moartea lui Signac, care ocupase postul din 1908. Cu toate acestea, în 1940, a demisionat din funcție ca un protest împotriva legilor regimului de la Vichy care ar fi interzis artiștilor evrei să facă parte din acest grup. Luce a avut prima sa expoziție individuală, aranjată de Fénéon, în iulie 1888, expunând zece tablouri la birourile La Revue indépendante. A prezentat șase tablouri la expoziția Les XX din 1889 de la Bruxelles. Pe când era acolo, l-a întâlnit pe Octave Maus, directorul Les XX, precum și pe poetul simbolist Emile Verhaeren și pe colegul pictor neoimpresionist Théo van Rysselberghe. Opera lui Luce a fost prezentată și în cea de-a noua expoziție Les XX, în 1892.
În primăvara anului 1892, Luce a călătorit cu Pissarro la Londra. Mai târziu în acel an, a vizitat Saint-Tropez cu Signac, iar în vara lui 1893, a plecat în Bretania.
De la începutul secolului al XX-lea, identificarea sa cu neoimpresioniștii a început să dispară, pe măsură ce a devenit mai puțin activ din punct de vedere politic, iar stilul său artistic s-a mutat de la neoimpresionism și a reluat pictura într-o manieră impresionistă. Unele dintre picturile sale din această perioadă înfățișau soldați răniți din Primul Război Mondial care soseau de pe frontul de luptă la Paris.
Luce a descris o gamă diversă de subiecte în lucrările sale de-a lungul unei lungi cariere. Cel mai frecvent a creat peisaje, dar celelalte lucrări ale sale includ portrete, naturi moarte (în special florale), scene domestice, cum ar fi scăldătorii și imagini cu sudori, operatori de laminoare și alți muncitori.

## Anarhismul

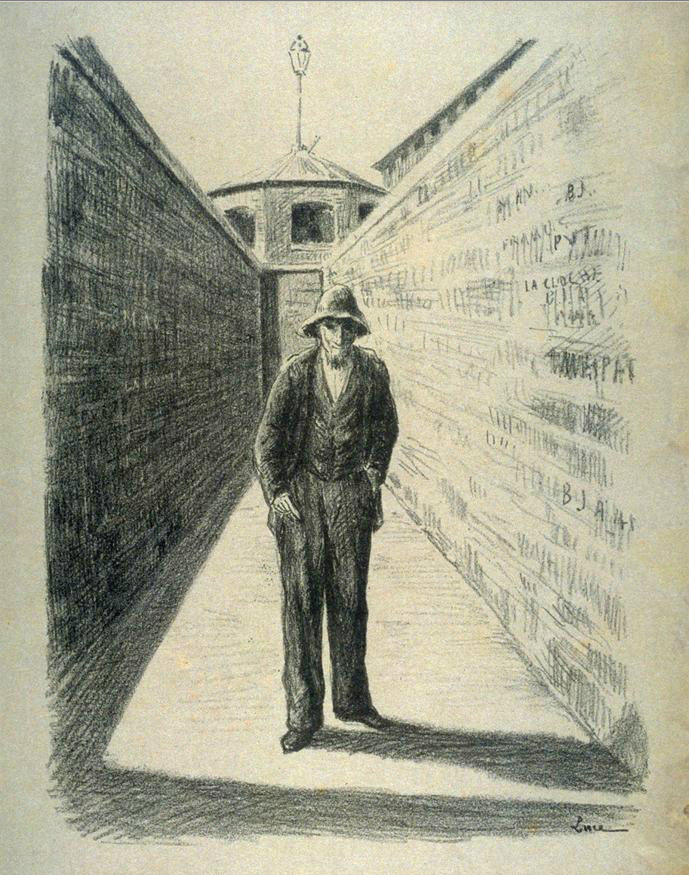
Félix Fénéon la Mazas, 1894

Luce s-a aliniat cu neoimpresioniștii nu numai în tehnicile lor artistice, ci și în filosofia lor politică a anarhismului. Multe dintre ilustrațiile sale au fost prezentate în periodice socialiste, în special în La Révolte, revista lui Jean Grave, care a fost numită mai târziu Les Temps nouveaux. Alte publicații socialiste/anarhiste la care a contribuit includ Le Père Peinard, Le Chambard și La Guerre sociale. La 8 iulie 1894, Luce, suspectat de implicare în asasinarea din 24 iunie a președintelui Franței Marie-François-Sadi Carnot, a fost arestat și a închis la închisoarea Mazas. A fost eliberat patruzeci și două de zile mai târziu, la 17 august, în urma achitării sale în Procès des trente. A publicat Mazas, un album format din zece litografii care documentează experiențele lui și ale altor deținuți politici încarcerați în Mazas; însoțind litografiile erau texte de Jules Vallès. În 1896, în timp ce regele Alfonso al XIII-lea al Spaniei vizita Parisul, poliția l-a reținut pe Luce pe motiv că era un „anarhist periculos”.
Alegerea lui Luce a subiectului pentru arta sa a fost adesea înrădăcinată în convingerile sale politice. Prin picturile sale, el a demonstrat cu pasiune empatie și camaraderie cu proletariatul.

## Familia

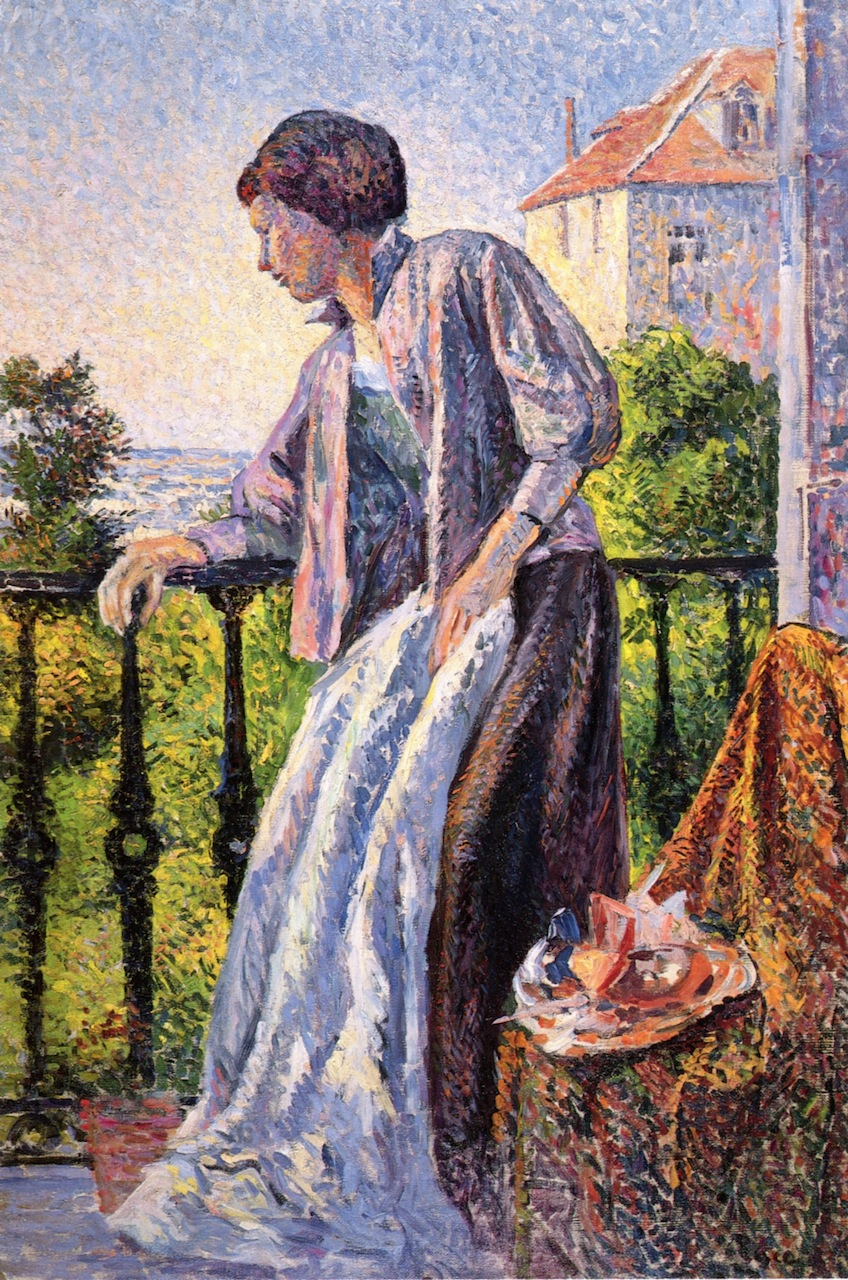
Madame Luce pe balcon, 1893

În 1893, Luce a cunoscut-o la Paris pe Ambroisine „Simone” Bouin. Ea a devenit modelul, tovarășul, soția de drept comun și soția lui. Bouin era de obicei numită „Madame Luce”, chiar înainte de eventuala căsătorie. Ea a fost frecvent un model pentru el, apărând în multe dintre lucrările sale, adesea parțial sau complet nud, alteori înfățișată în scene precum pe un balcon sau pieptănându-și părul. Primul fiu al cuplului, Frédérick, s-a născut pe 5 iunie 1894, dar a murit cincisprezece luni mai târziu, la 2 septembrie 1895. Al doilea copil, pe care l-au numit de asemenea Frédérick, s-a născut în 1896, iar în 1903 l-au adoptat pe nepotul lui Ambroisine, Georges Édouard Bouin, care devenise orfan. Cuplul s-a căsătorit la 30 martie 1940 la Paris; doar câteva luni mai târziu, Ambroisine a murit, la Rolleboise, la 7 iunie 1940.

## Decesul și aprecierea

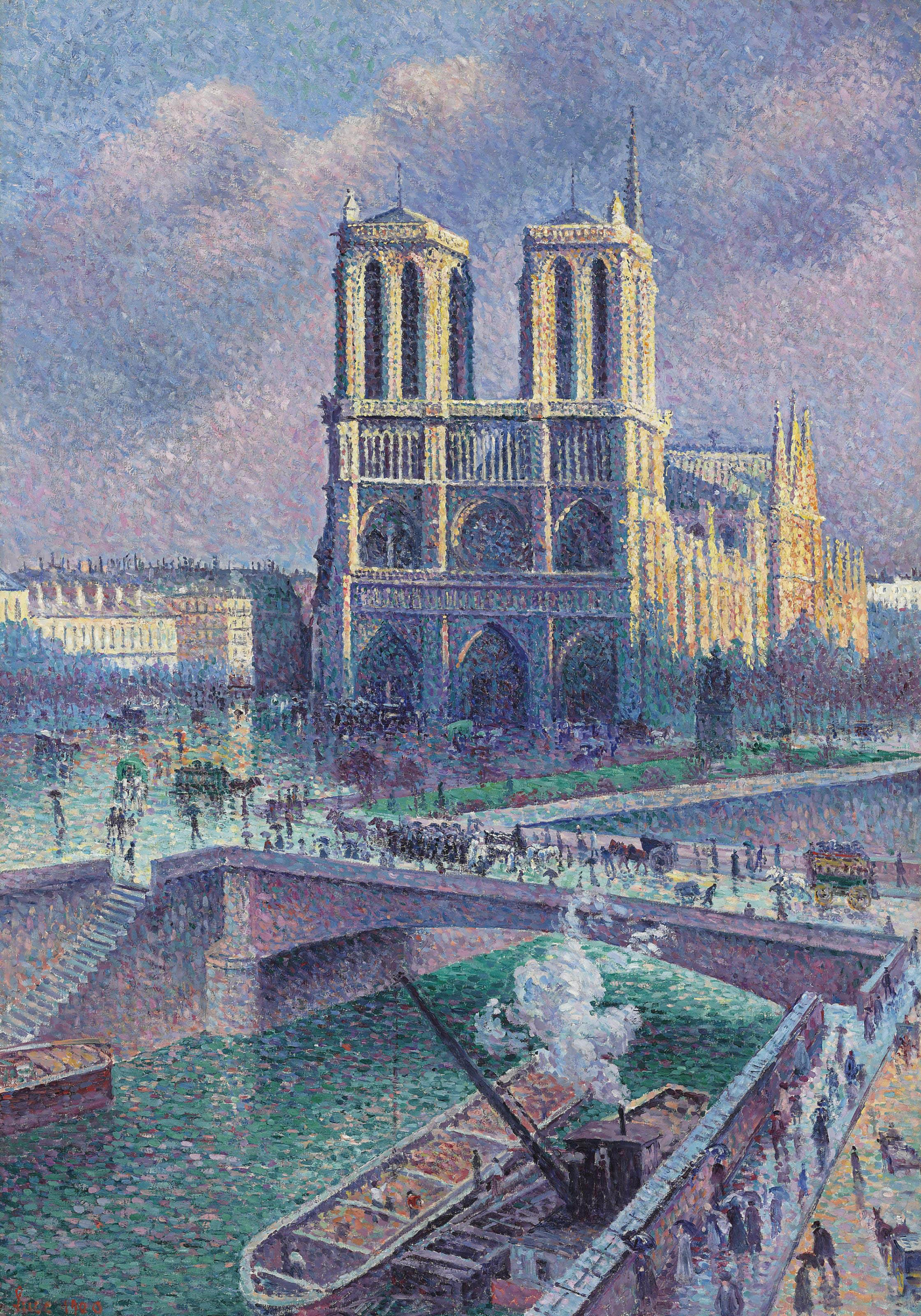
Notre Dame de Paris, 1900

Luce a murit în locuința sa din Paris la 7 februarie 1941, la vârsta de 83 de ani. A fost înmormântat la Rolleboise. În mai 1941, Bibliothèque nationale de France a organizat o expoziție memorială, iar o altă expoziție memorială a fost realizată la Les Indépendants din martie până în aprilie 1942.
Luce a fost printre cei mai productivi dintre neoimpresioniști, creând peste două mii de picturi în ulei, un număr relativ mare de acuarele, guașe, pasteluri și desene și peste o sută de imprimeuri.
Musée d'Orsay îl evaluează pe Luce drept „unul dintre cei mai buni reprezentanți ai mișcării neo-impresioniste”. Deși a avut multe expoziții personale ale operei sale în Franța, prima din Statele Unite a avut loc abia în 1997 la Wildenstein & Company din Manhattan.
Notre Dame de Paris, pictată în 1900, a fost vândută la licitație în mai 2011 pentru 4.200.000 dolari, stabilind un record pentru o lucrare semnată de Luce.

## Galerie

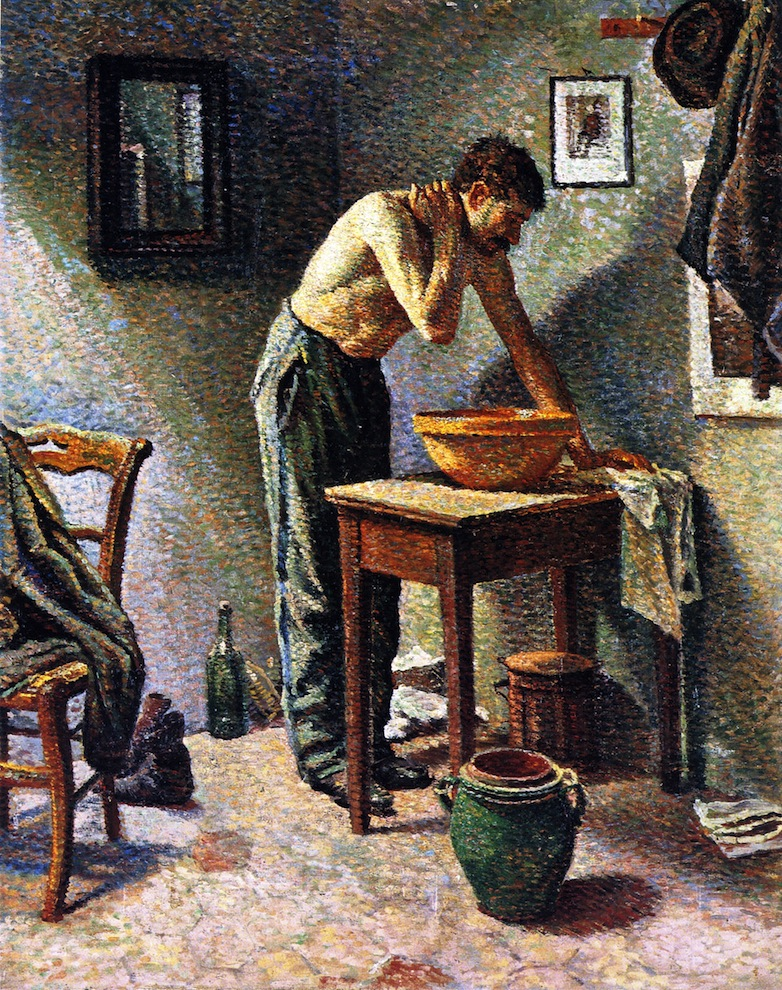
Bărbat spălându-se, 1887
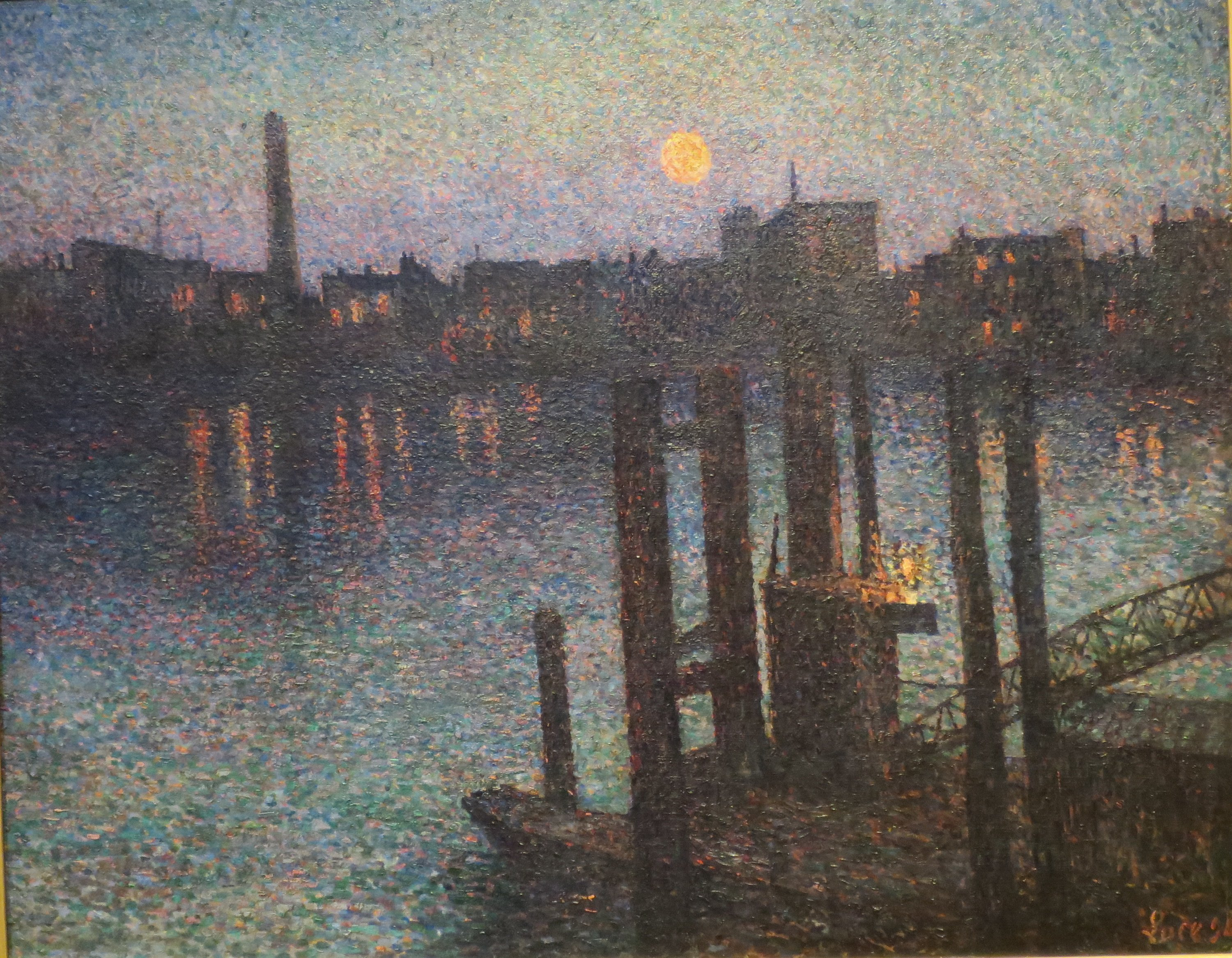
Portul Londrei, noaptea High Museum of Art
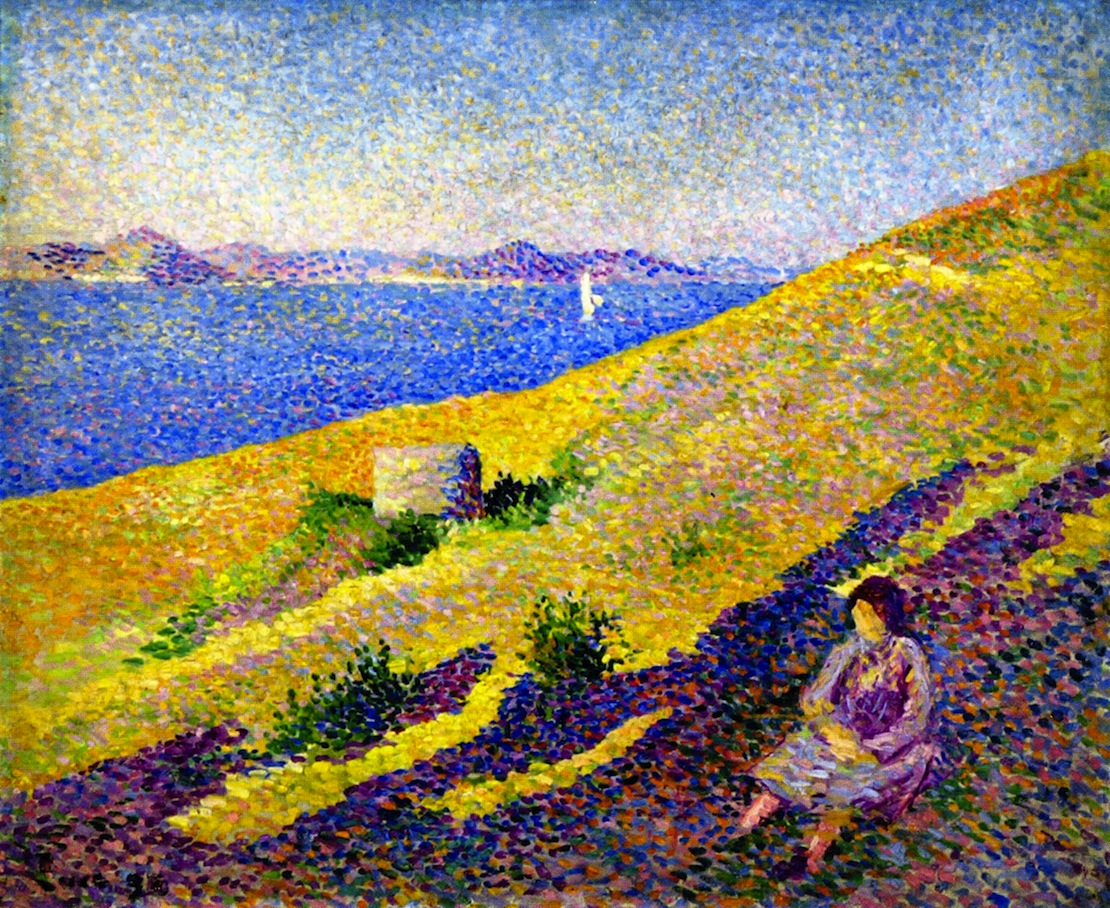
Côte de la citadelle, 1892
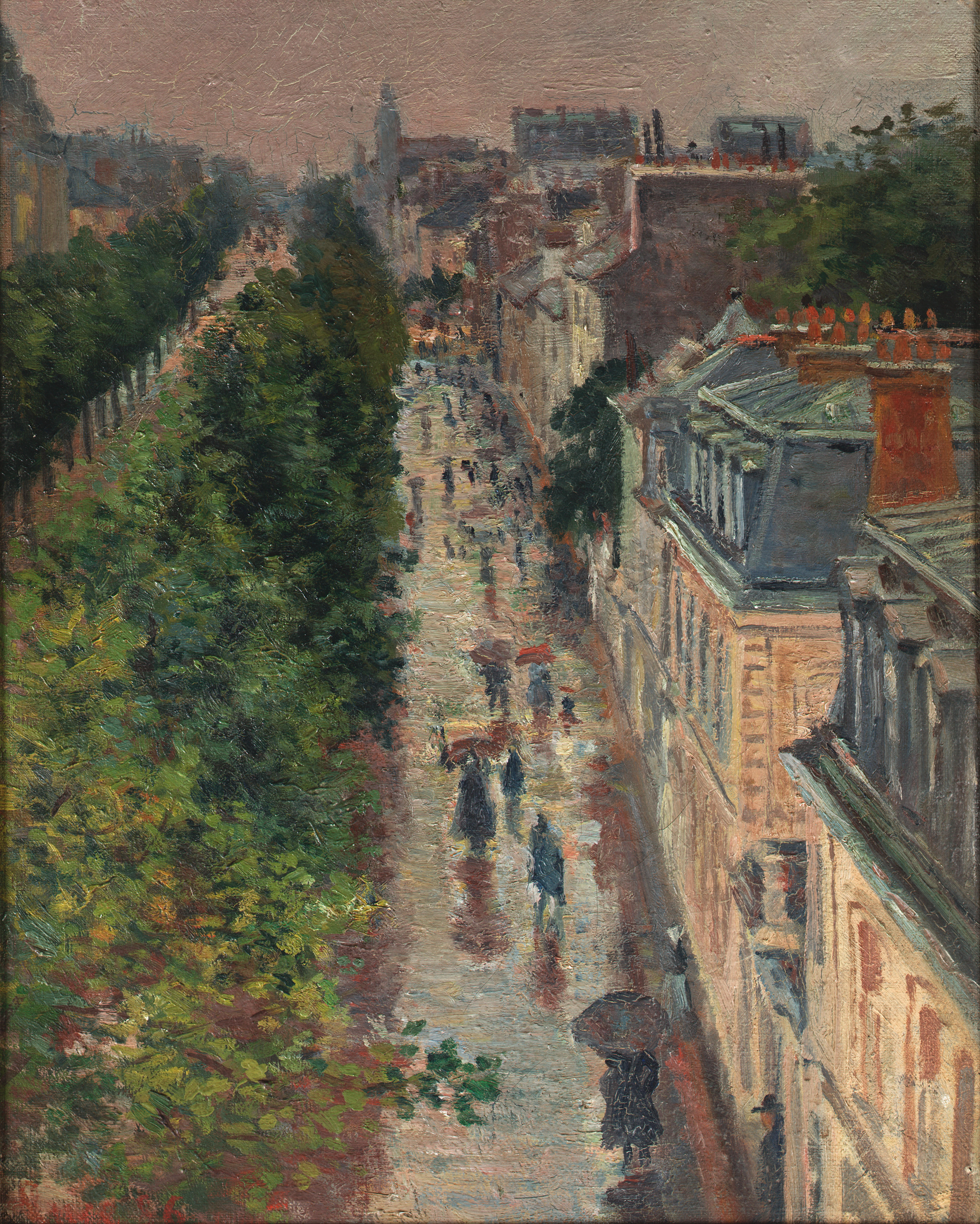
Scenă de stradă în Paris, 1896
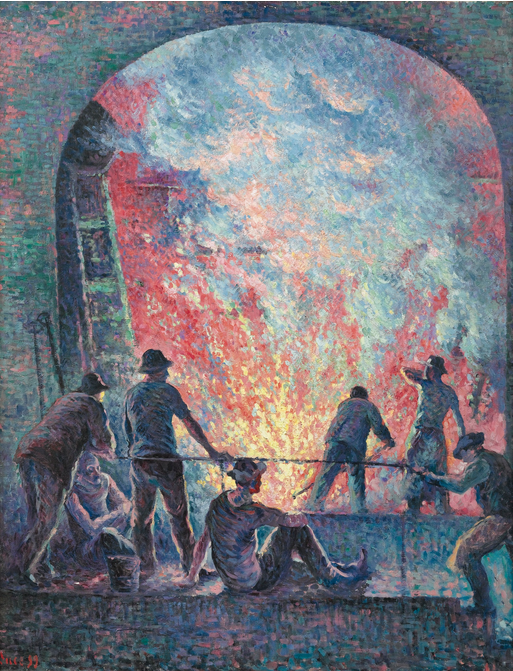
L’Aciérie, 1899
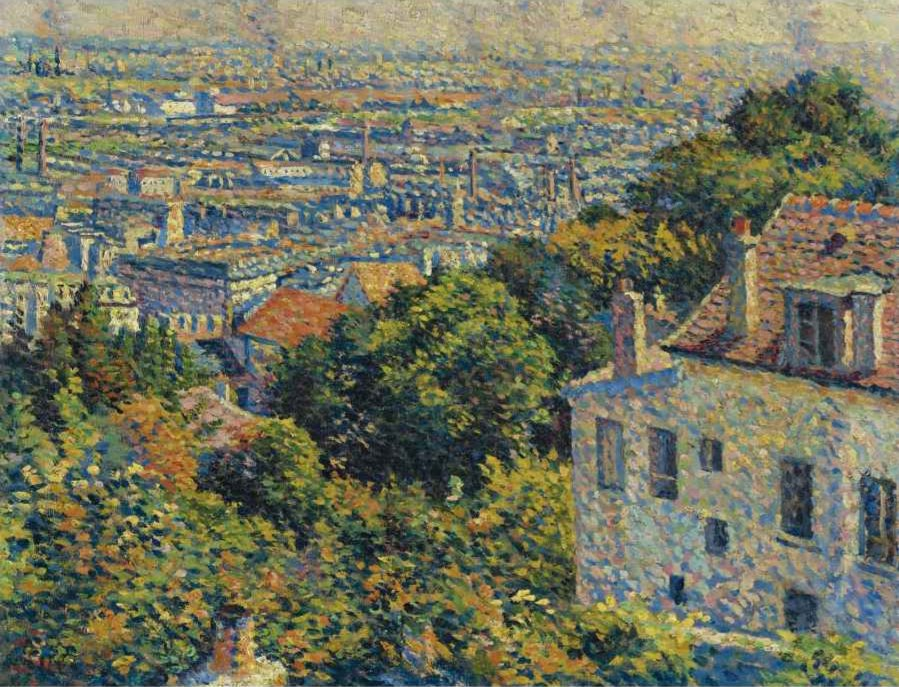
Montmartre, de la rue Cortot, vue vers Saint-Denis, c. 1900
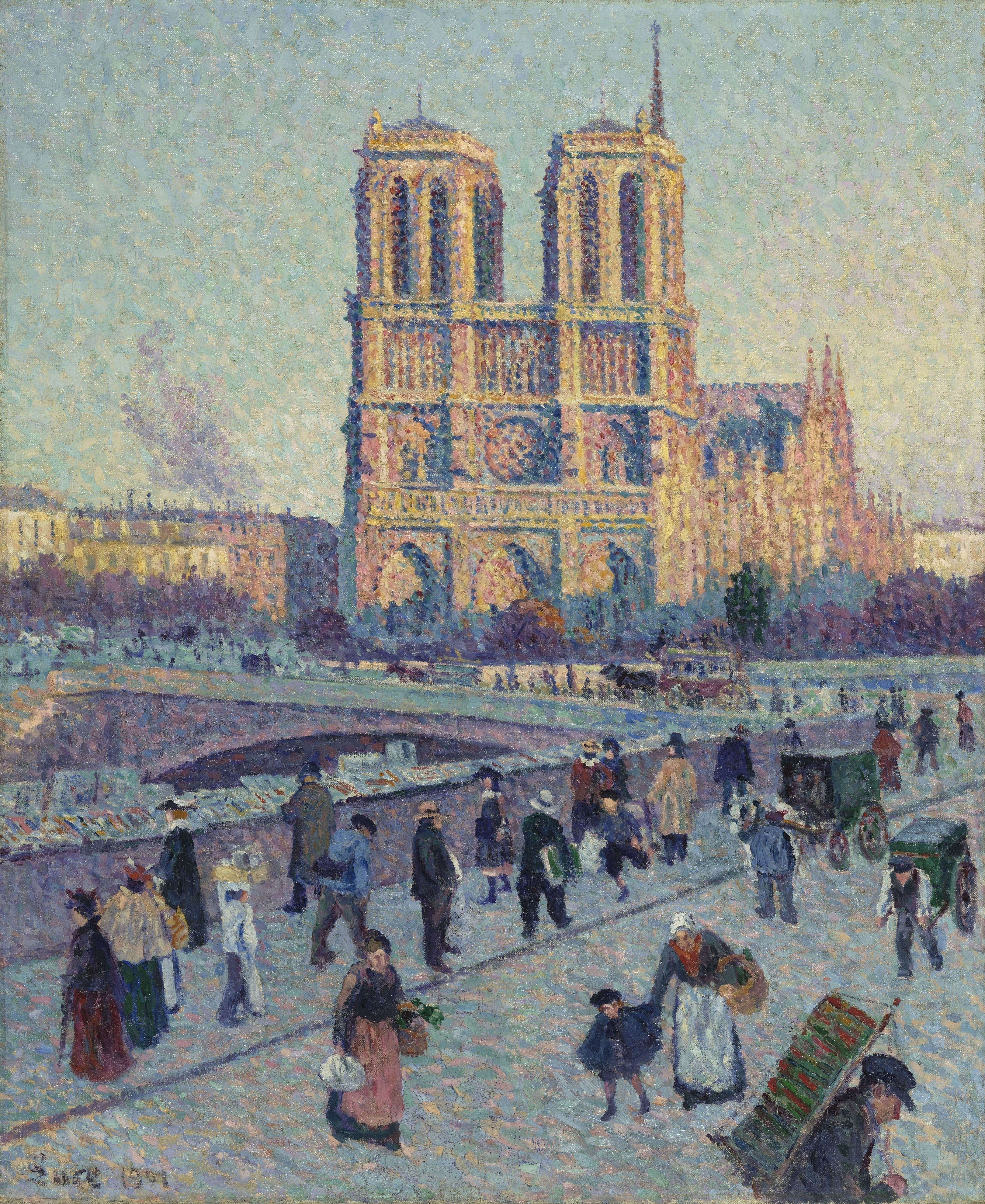
Cheiul Saint-Michel și Notre-Dame, 1901
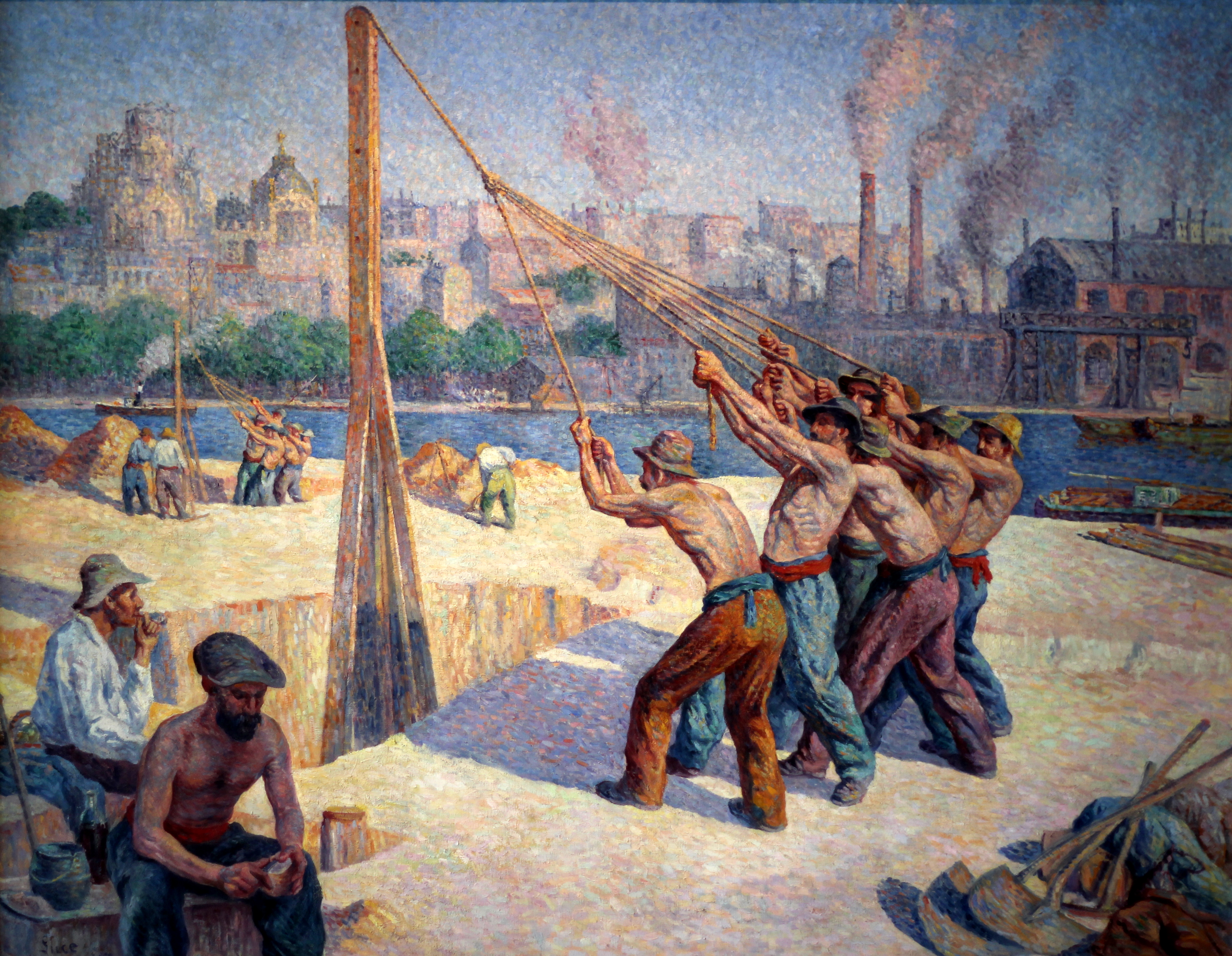
Les batteurs de pieux, 1902
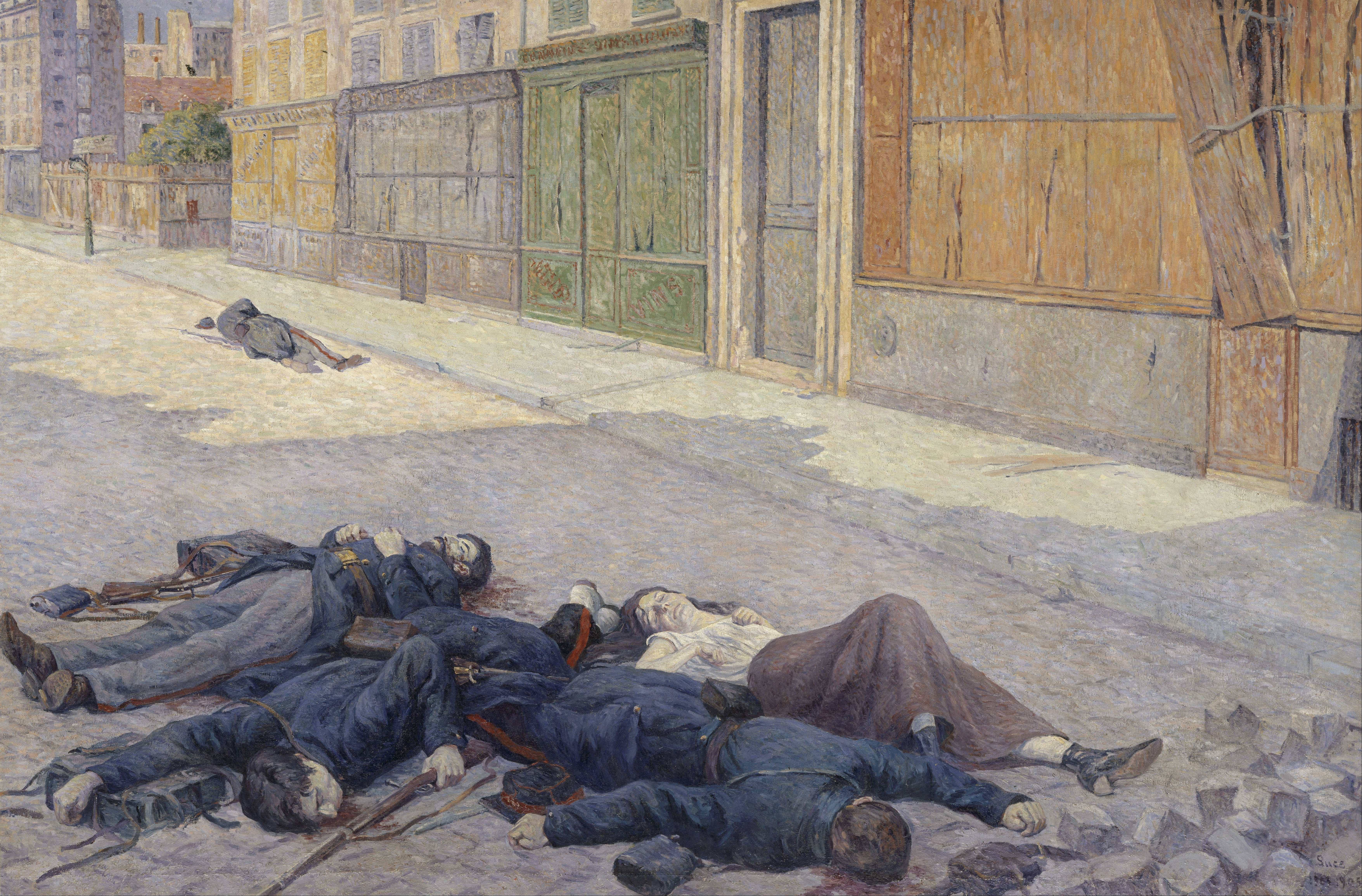
O stradă în Paris în mai 1871, 1903–1906
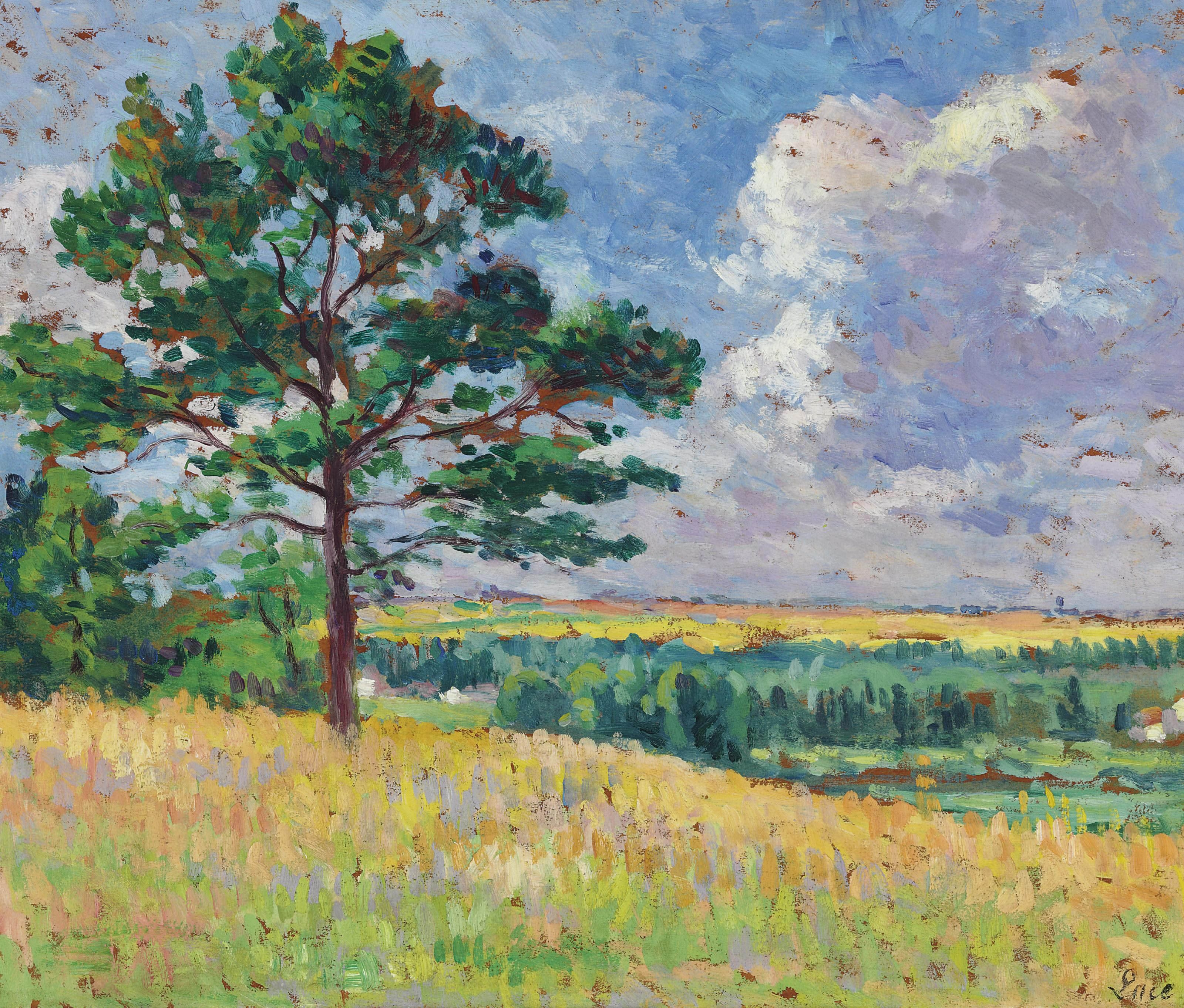
Paysage près de Méréville, c. 1905
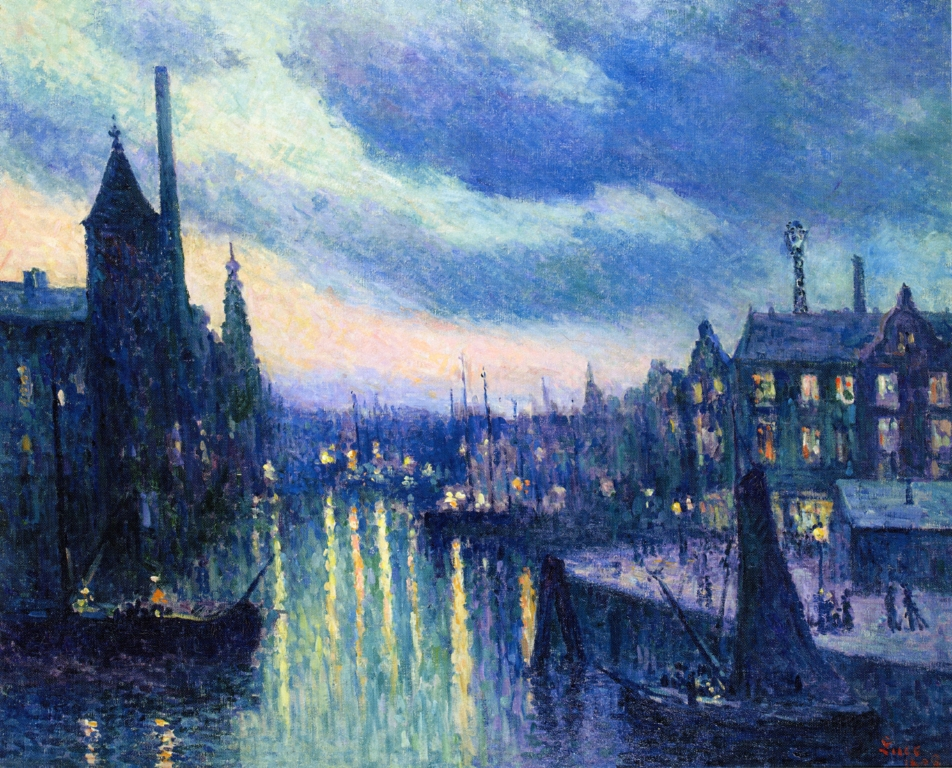
Portul Rotterdam, seara, 1908
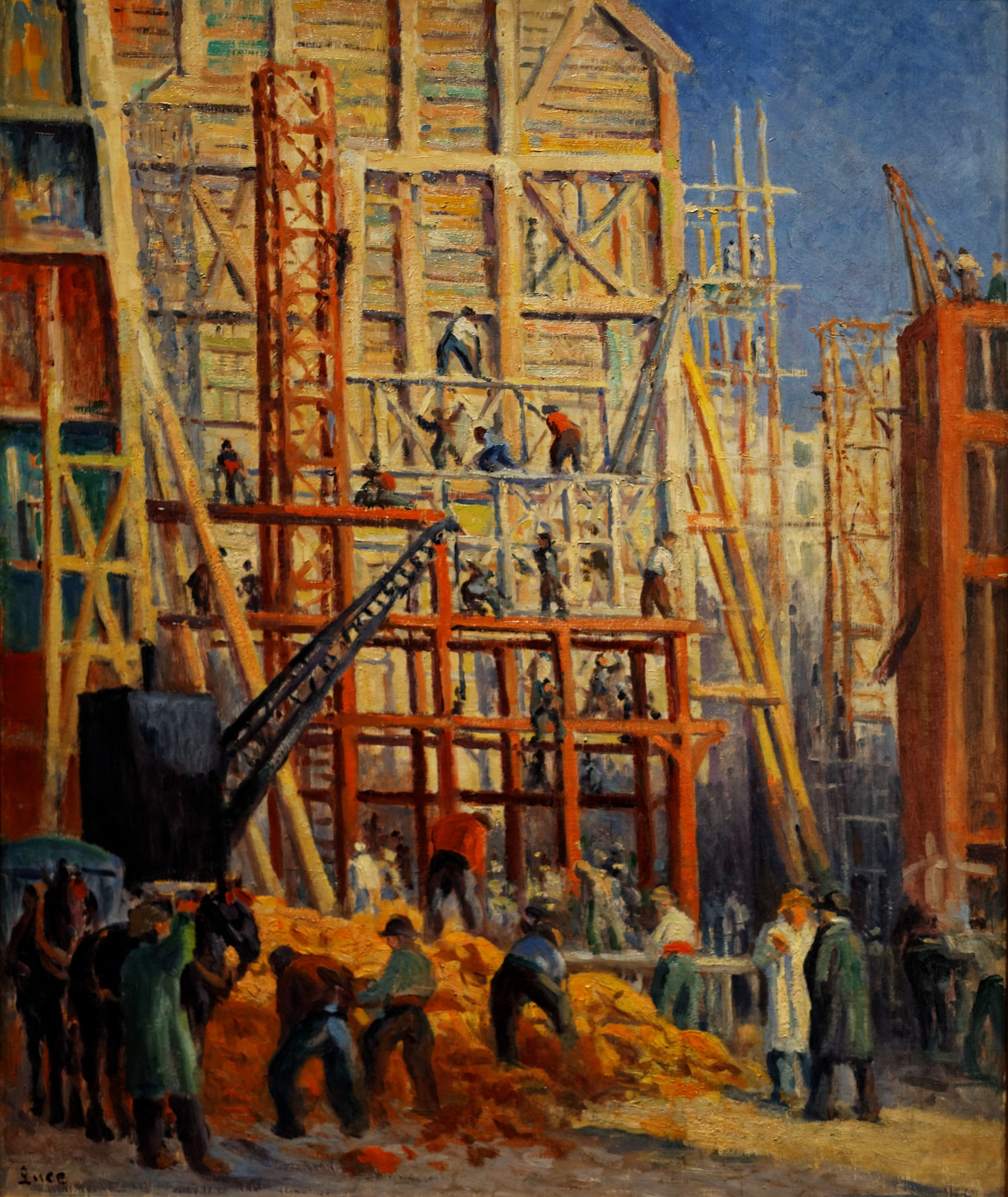
Le chantier, 1911
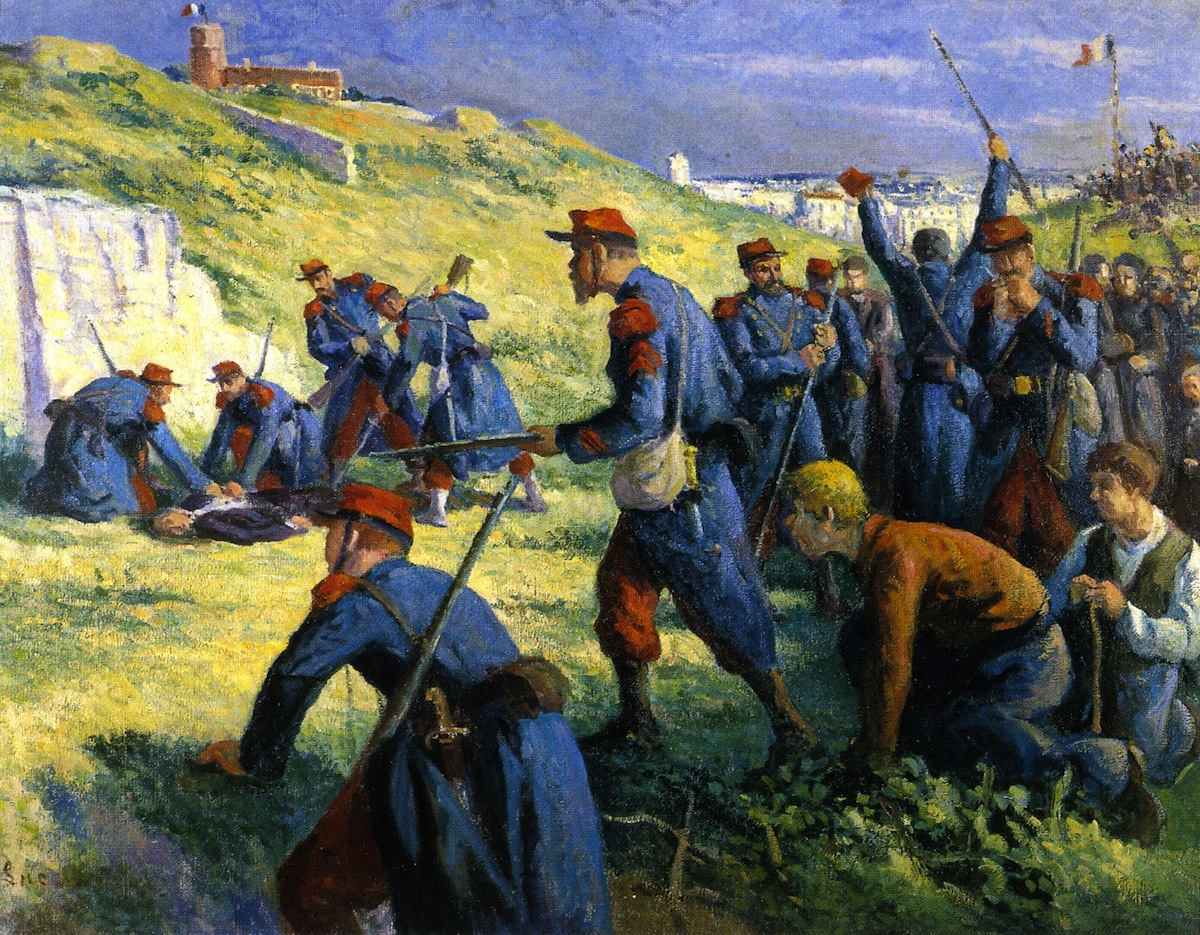
Execuția lui Varlin, 1914–1917
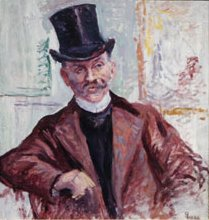
Portretul doctorului Marieux